# Веніямин (син Якова)

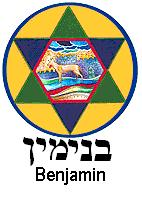
Тотемний символ племені Веніямина — вовк

Веніямин (івр. בִּנְיָמִין,  Біньямін) — згідно з Книгою Буття, один з дванадцяти синів патріарха Якова. Був дванадцятим, наймолодшим сином Якова і його коханої дружини —  Рахилі. Народився по дорозі до Вифлеєма. Рахиль після пологів захворіла і померла. Перед смертю вона нарекла синові ім'я — Беноні, що значить «син скорботи» (Бут. 35:16-20). Однак Яків, знаходячи в ньому після смерті Рахилі собі розраду, дав йому інше ім'я — Веніямин, що означає «син моєї правиці». Родоначальник покоління Веніамінового утворившого плем'я Веніамінове народу Ізраїля.

## Сини Якова
Веніямин був єдиний рідний брат по матері  Йосипу, який любив його більше всіх своїх братів. Веніямин на 9-10 років молодший за свого брата Йосипа. Він мав близько 8 років, коли старші брати продали Йосипа у рабство в Єгипет. Близько 20 років пізніше, коли у Землі Обітованій розпочався голод, Яків послав синів у Єгипет, оскільки там був правитель від Фараона, що продавав зерно. Через деякий час брати повернулися з Єгипту без Симеона, з вимогою привести Веніямина, оскільки правитель Єгипту бачить у них шпіонів і вони можуть бути засуджені до смерті. Яків довго вагався відпустити Веніямина, проте голод був сильний і Веніямин пішов з братами у Єгипет. Правитель Єгипту приймає їх у своєму домі, проте пізніше, як вони відійшли їх звинувачують у крадіжці. Слуги правителя наздоганяють їх на кордоні Єгипту, та знаходять срібну чашу у мішку Веніямина, підкладену йому раніше. Брати знову постають перед правителем, який хоче зробити Веніямина рабом. Юда просить правителя замінити Веніямина собою (Бут. 44:33). Правитель побачив, що брати змінилися і відкривається братам, що він Йосип — їхній брат, якого вони продали в рабство. Він дає братам подарунки, а Веніямин отримує три сотні срібла і п'ять змін одягу (Бут. 45:22). Всі брати перебираються у Єгипет разом із сім'ями.

## Нащадки Веніямина
Патріарх Яків із своїм родом перебував у Ханаані аж до переселення у Єгипет в провінцію Гасем. У Єгипті вийшло від його синів 12 колін (племен) народу ізраїльського. Разом з Веніямином до Єгипту прибули також і його сини — Бела, Бехер, Ашбел, Гера, Нааман, Ехі, Рош, Муппім, Хуппім, і Ард (Бут. 46:21). Перед смертю, Яків благословив синів. Про Веніямина він каже: «Веніямин хижий вовк: вранці їсть він ловитву, а на вечір розділює здобич.» (Бут. 49:27).
Веніямин помер у Єгипті. Він є праотцем племені Веніямина. Через 200 років число його племені досягло 45600 (Чис. 26:41). Історично немає однозначної відповіді, чи плем'я Веніямина відділилося при поділі царства Ізраїль, після смерті Соломона, від південного царства Юдея чи ні. За (1 Цар. 12:21) плем'я Веніямина виступило проти поділу держави. Воно згадане також при поверненні юдеїв з вавилонського вигнання, що означає приналежність його до південного царства (Езд. 1:5). Апостол Павло походив з племені Веніямина і казав про себе: «я, обрізаний восьмого дня, з роду Ізраїля, з племени Веніяминового, єврей із євреїв, фарисей за Законом.» (Фил. 3:4-5).